# Шкіра (фільм, 2017)
«Шкіра» (ісп. Pieles) — іспанський фільм-драма 2017 року, поставлений режисером Едуардо Касановою. Стрічка розповідає історії людей, які, маючи різні форми фізичної потворності, не дотримуються соціальних норм та вимушені ховатися від суспільства, пристосовуючись до існування в ньому.
Прем'єра фільму відбулася 11 лютого 2017 року на 67-му Берлінському міжнародному кінофестивалі, де він брав участь в секції «Панорама».

## У ролях
| Ана Польвороса   | … | Саманта |
| Кандела Пенья    | … | Ана     |
| Кармен Мачі      | … | Клаудія |
| Макарена Гомес   | … | Лаура   |
| Секун де ла Роса | … | Ернесто |
| Джон Кортахарена | … | Ґіє     |

## Знімальна група
- Автор сценарію — Едуардо Касанова
- Режисер-постановник — Едуардо Касанова
- Продюсери — Кароліна Банг, Алекс де ла Іглесіа, Кіко Мартінес
- Асоційовані продюсери — Хав'єр Гонсалес Прада, Франсіско Гонсалес Прада
- Оператор — Хосе Антоніо Муньос Моліна
- Композитор — Анхель Рамос
- Монтаж — Хуан Фернандо Андрес
- Підбір акторів — Пілар Моя
- Художник по костюмах — Кароліна Галіана
- Артдиректор — Ідойя Естебан